# 에우클레이데스
에우클레이데스(고대 그리스어: Εὐκλείδης, 기원전 300년경) 또는 영어식 이름으로 유클리드(영어: Euclid, IPA: [ˈjuːklɪd] 또는 Euclid of Alexandria)는 고대 그리스의 수학자이다. 고대 이집트의 수학자였을 가능성도 있지만, 에우클레이데스가 어느 나라의 수학자인지 확실하게 밝혀진 사실은 없다. 프톨레마이오스 1세 소테르의 재위 기간(기원전 323년~기원전 283년)동안 프톨레마이오스 1세 소테르의 부탁으로 최초의 대학이자 도서관, 박물관이라고 불리는 알렉산드리아 대학에서 활동하였고, 당시 알려진 정수론 및 기하학을 체계적으로 정리한 《에우클레이데스의 원론》을 집대한 업적을 가장 높게 평가받고 있다. 참고로, 알렉산드리아 대학은 현재 흔적도 없이 사라졌고 정확한 위치 등은 알려지지않았다.

## 생애

에우클레이데스, 1703년.

에우클레이데스의 이름은 고대 그리스어: εὖ 에우[*](잘, 좋게)+고대 그리스어: κλέος 클레오스[*](알려짐, 평판)의 합성어이며, "평판이 좋음, 유명함"이라는 뜻이다. 에우클레이데스의 삶에 관해서 알려진 것은 많지 않고, 그에 관한 소량의 언급만이 남아있을 뿐이다. 그에 관한 실마리가 될 수 있는 언급마저도 그가 살았던 세기 후에야 프로클로스(고대 그리스어: Πρόκλος)와 알렉산드리아의 파포스(고대 그리스어: Πάππος)에 의해서 쓰여진 것이다. 프로클로스는 5세기에 쓰여진 그의 저서 《주석이 달린 원론》을 통해서 에우클레이데스에 관해 간단히 소개하고 있다.
여기서 에우클레이데스와 프톨레마이오스 1세 소테르 사이의 기하학의 왕도에 대한 일화는 후세의 창작인 것으로 추측되는데, 이는 다른 고대 그리스 수학자인 메나이크모스와 알렉산드로스 3세 메가스 사이의 일화와 유사하기 때문이다.:96

## 주요 업적

### 《에우클레이데스의 원론》

에우클레이데스의 정십이면체 작도.

에우클레이데스(유클리드)의 가장 유명한 저서는 총 13권으로 구성되어 있는 《에우클레이데스의 원론》(고대 그리스어: Στοιχεῖα 스토이케이아[*])이다. 기하학 원본이라고도 불린다.(원본은 그리스어로 문자라는 뜻이다.) 에우클레이데스 자신의 독창적인 내용들은 별로 없지만, 그 형태가 단순하고 논리적으로 연결되어 있다는 점이 가장 큰 특징이라고 할 수 있다. 그때 당시까지 밝혀진 기하학과 정수론의 내용들을 다뤘는데, 10개밖에는 되지 않는 공리들에서 465개나 되는 명제들을 유도해냈다. 내용들 중 많은 부분들이 그 이전의 수학자들에게도 이미 널리 알려졌던 것이었다. 하지만 《에우클레이데스의 원론》이 수학사의 고전이 된 이유는 일정한 공리에서부터 결과를 이끌어내는 논리적인 전개였다. 공리 체계에 바탕을 둔 근대 수학은 《에우클레이데스의 원론》에 근원을 둔다고 해도 과언이 아니다. 《에우클레이데스의 원론》은 수학사에서 가장 영향력 있는 저술의 하나로, 출판된 뒤부터 19세기 말 또는 20세기 초까지 수학, 특히 기하학을 가르치는데 중요한 교과서로 쓰였다.:50–62:100–119:12 유클리드 기하학이라고 불리는 기하학의 정리들이 작은 공리로부터 출발해서 연역된다. 에우클레이데스의 기하학은 수백 년동안 순수한 기하학 그 자체로 여겨졌으나, 비유클리드 기하학의 존재가 밝혀지면서 지금은 유클리드 기하학이라고 불린다.
《에우클레이데스의 원론》에 나오는 2개의 정수의 최대공약수를 구하는 알고리즘은 지금도 유클리드 호제법이라고 불리며, 소수의 무한성에 대한 정리 역시 오늘날에도 유클리드의 정리로 불린다. 또한, 《에우클레이데스의 원론》에는 피타고라스의 정리의 독창적 증명이 수록되어 있기도 하다.

### 현존하는 기타 저서
《원론》 말고도 현존하는 에우클레이데스의 저서는 다음과 같다.
- 《주어진 값》(고대 그리스어: Δεδομένα 데도메나[*])은 기하학에 대한 책이다.
- 《현상》(고대 그리스어: Φαινόμενα 파이노메나[*])은 구면 기하학을 다룬다.
- 《광학》(고대 그리스어: Ὀπτικά 옵티카[*])은 광학을 다루는 그리스 최고(最古)의 문헌이다.
- 《도형의 분할에 대하여》(고대 그리스어: Περί διαιρέσεων βιβλίον 페리 다이이레세온 비블리온[*])는 주어진 도형을 주어진 비로 분할하는 문제를 다룬다. 아랍어 번역으로 부분만이 현존한다.
- 《거울 광학》(고대 그리스어: Κατοπτρικά 카톱트리카[*])은 거울을 사용한 기하학 문제를 다루며, 아마 후대의 작품으로 추측된다.

### 손실된 저서
이 밖에도, 문헌에는 에우클레이데스가 집필했다고 수록되어 있는 여러 책들이 전해 오지만, 이들은 짧은 인용을 제외하고는 현존하지 않는다.
- 《원뿔 곡선》(고대 그리스어: Κωνικά 코니카[*])은 원뿔 곡선을 다룬다. 후에 페르게의 아폴로니오스가 이 내용을 확장하였다.
- 《포리스마》(고대 그리스어: Πορίσματα 포리스마타[*]). ‘포리스마’(고대 그리스어: πόρισμα)는 어떤 기하학적 작도가 가능할 조건을 제시하는 수학적 정리이다.
- 《착오의 서(書)》(고대 그리스어: Ψευδάρια 프세우다리아[*]). 논리적 오류를 다룬다.
- 《곡면 궤적》(고대 그리스어: Τόπων τῶν πρὸς ἐπιφανείᾳ 토폰 톤 프로스 에피파네이아[*]). 이차 곡면에 대한 것으로 추측된다.
- 아랍 문헌에서는 에우클레이데스가 집필했다고 하는 여러 역학에 대한 책들이 등장한다.

## 일화
위의 프톨레마이오스 1세 소테르와의 대화뿐만 아니라, 다른 유명한 일화도 전해지고 있다. 어느 날, 에우클레이데스의 강연 도중에 한 제자가 "교수님, 수학은 너무 지루합니다. 도대체 그걸 배워서 어디다가 써먹을 수 있죠?"라고 묻자, 에우클레이데스는 하인을 불러서 "여봐라, 배운 것으로 반드시 이득을 얻으려고만 하는 저 친구에게는 동전 세 닢만 주고 강의실 밖으로 쫓아내라."라고 말했다는 유명한 일화가 있다. 이 일화를 볼 때, 에우클레이데스는 배우는 그 자체를 의미있다고 생각하는 성격이었다는 것을 짐작할 수 있다.

## 같이 보기
- 에우클레이데스의 원론
- 유클리드 기하학
- 비유클리드 기하학